# Gemeinden des Kantons Neuenburg

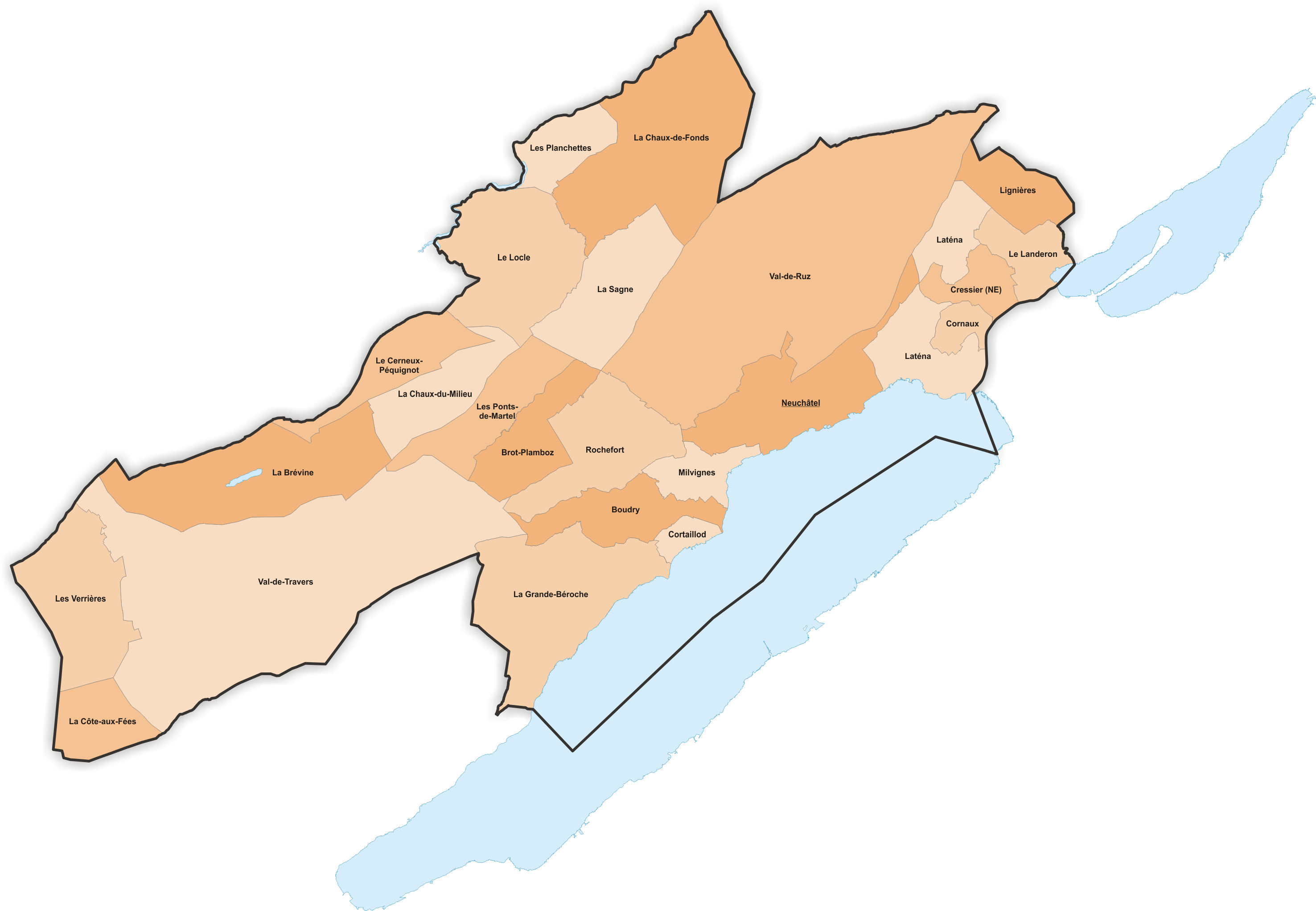
Gemeinden des Kantons Neuenburg (2025)

Der Kanton Neuenburg umfasst 24 politische Gemeinden (Stand: 1. Januar 2025).

## Gemeinden
| Wappen               | Name der Gemeinde    | Einwohner (31. Dezember 2023) | Fläche in km² | Einw. pro km² | Bezirk bis 2017   | Statistische Region ab 2018 |
| -------------------- | -------------------- | ----------------------------- | ------------- | ------------- | ----------------- | --------------------------- |
| Boudry               | Boudry               | 6320                          | 16,76         | 377           | Boudry            | Littoral                    |
| Brot-Plamboz         | Brot-Plamboz         | 294                           | 16,09         | 18            | Le Locle          | Montagnes                   |
| Cornaux              | Cornaux              | 1647                          | 4,73          | 348           | Neuenburg         | Littoral                    |
| Cortaillod           | Cortaillod           | 4798                          | 3,69          | 1300          | Boudry            | Littoral                    |
| Cressier             | Cressier             | 1924                          | 8,57          | 225           | Neuenburg         | Littoral                    |
| La Brévine           | La Brévine           | 615                           | 41,81         | 15            | Le Locle          | Montagnes                   |
| La Chaux-de-Fonds    | La Chaux-de-Fonds    | 37'233                        | 55,71         | 668           | La Chaux-de-Fonds | Montagnes                   |
| La Chaux-du-Milieu   | La Chaux-du-Milieu   | 496                           | 17,31         | 29            | Le Locle          | Montagnes                   |
| La Côte-aux-Fées     | La Côte-aux-Fées     | 483                           | 12,83         | 38            | Val-de-Travers    | Val-de-Travers              |
| La Grande Béroche    | La Grande Béroche    | 9082                          | 42,21         | 215           | Boudry            | Littoral                    |
| La Sagne             | La Sagne             | 1068                          | 25,55         | 42            | La Chaux-de-Fonds | Montagnes                   |
| Laténa               | Laténa               | 11'698                        | 26,06         | 449           | Neuenburg         | Littoral                    |
| Le Cerneux-Péquignot | Le Cerneux-Péquignot | 311                           | 15,70         | 20            | Le Locle          | Montagnes                   |
| Le Landeron          | Le Landeron          | 4647                          | 10,30         | 451           | Neuenburg         | Littoral                    |
| Le Locle             | Le Locle             | 10'875                        | 34,66         | 314           | Le Locle          | Montagnes                   |
| Les Planchettes      | Les Planchettes      | 198                           | 11,73         | 17            | La Chaux-de-Fonds | Montagnes                   |
| Les Ponts-de-Martel  | Les Ponts-de-Martel  | 1229                          | 18,17         | 68            | Le Locle          | Montagnes                   |
| Les Verrières        | Les Verrières        | 649                           | 28,87         | 22            | Val-de-Travers    | Val-de-Travers              |
| Lignières            | Lignières            | 1041                          | 12,52         | 83            | Neuenburg         | Littoral                    |
| Milvignes            | Milvignes            | 9312                          | 8,79          | 1059          | Boudry            | Littoral                    |
| Neuchâtel            | Neuenburg            | 44'898                        | 30,09         | 1492          | Neuenburg         | Littoral                    |
| Rochefort            | Rochefort            | 1325                          | 25,85         | 51            | Boudry            | Littoral                    |
| Val-de-Ruz           | Val-de-Ruz           | 17'499                        | 124,31        | 141           | Val-de-Ruz        | Val-de-Ruz                  |
| Val-de-Travers       | Val-de-Travers       | 10'649                        | 124,74        | 85            | Val-de-Travers    | Val-de-Travers              |
| Total (24)           | Total (24)           | 178'291                       | 802,16        | 222           | (6)               | (4)                         |

Die Landfläche des Kantons Neuenburg umfasst 716,72 km², der Seeflächenanteil beträgt 85,44 km² (Neuenburgersee/Lac de Neuchâtel 84,91 km², Bielersee 0,53 km²). Somit beträgt die Gesamtfläche 802,16 km².

## Veränderungen im Gemeindebestand seit 1850

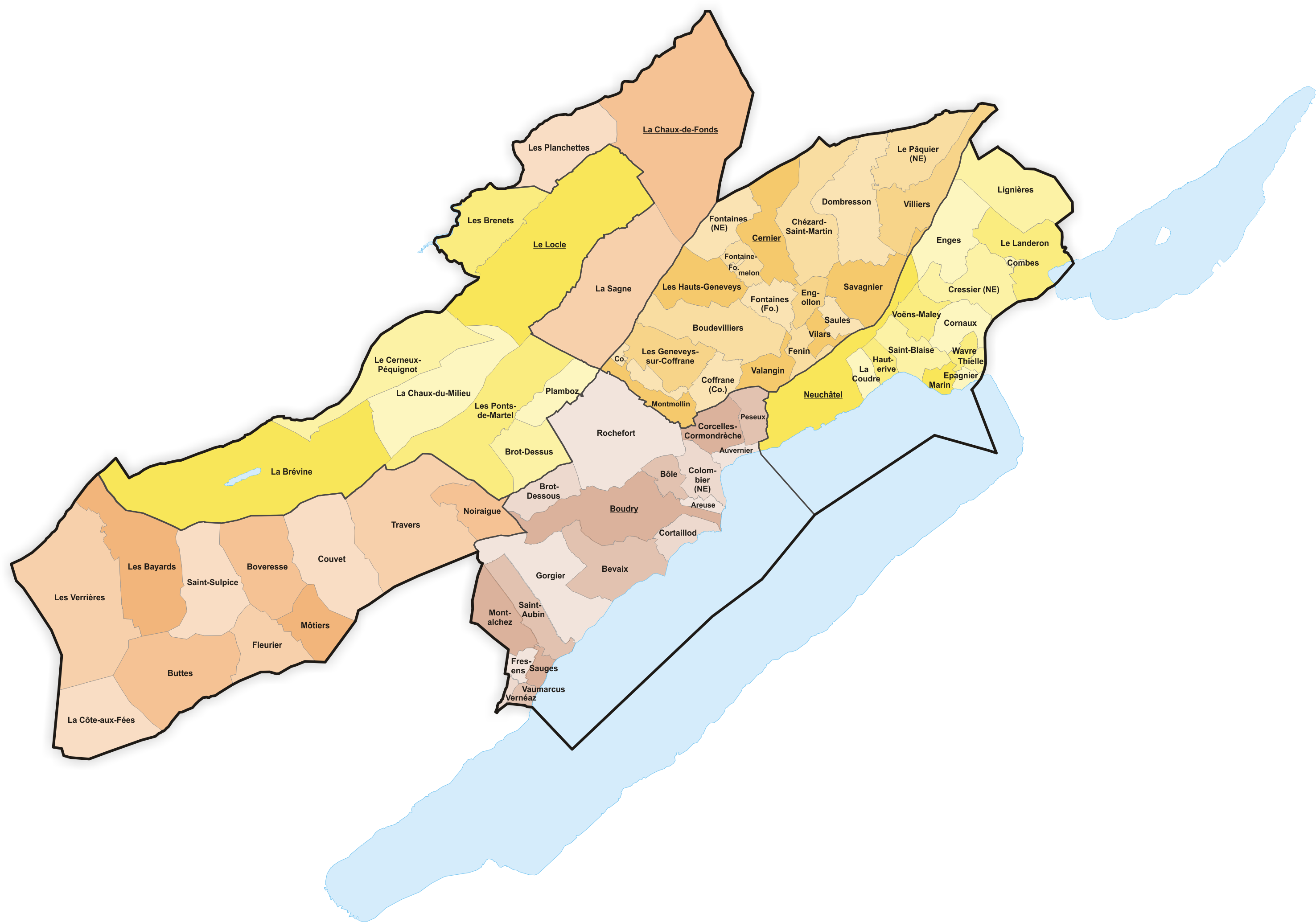
Gemeinden bis 1850
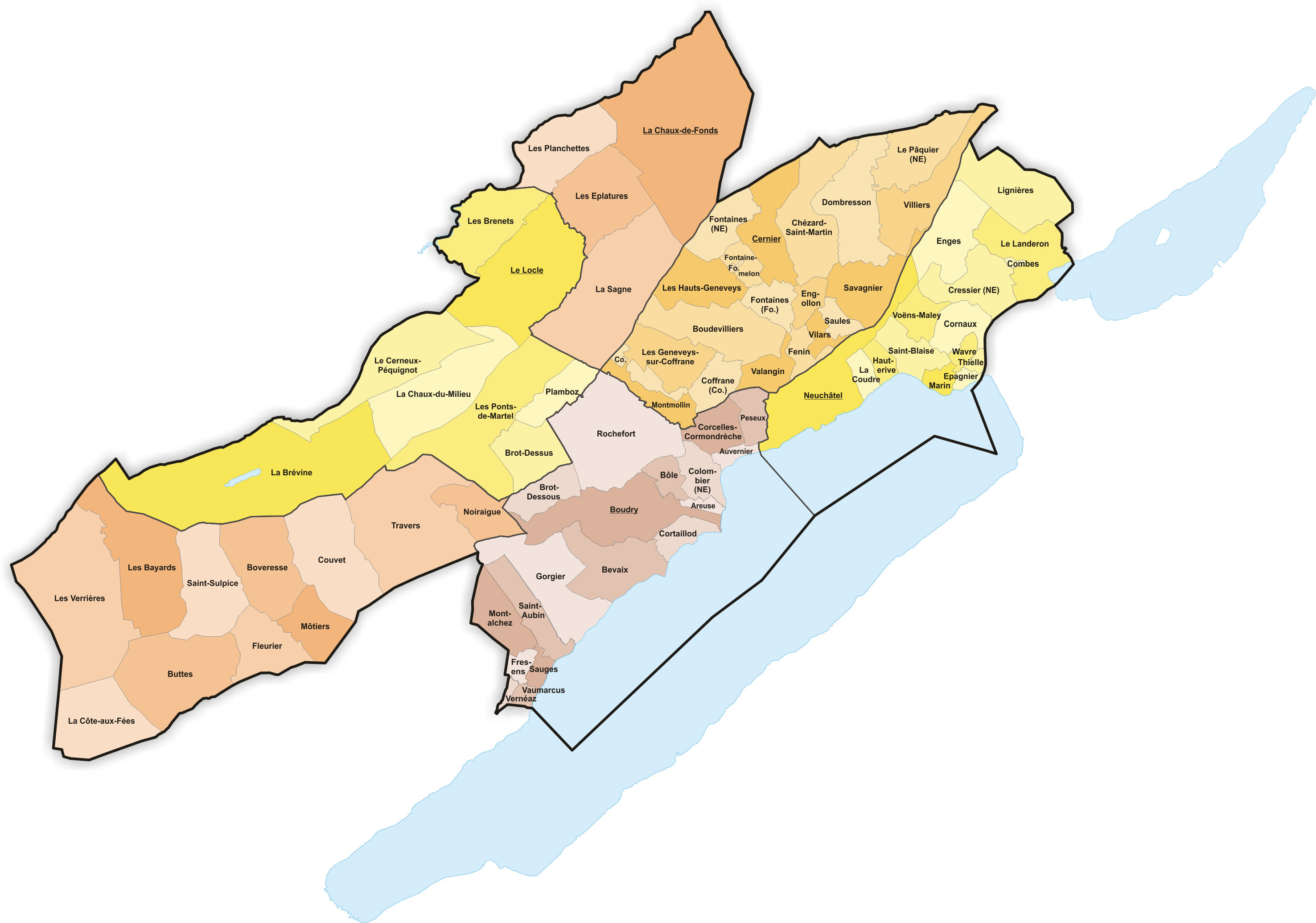
Gemeinden bis 1869
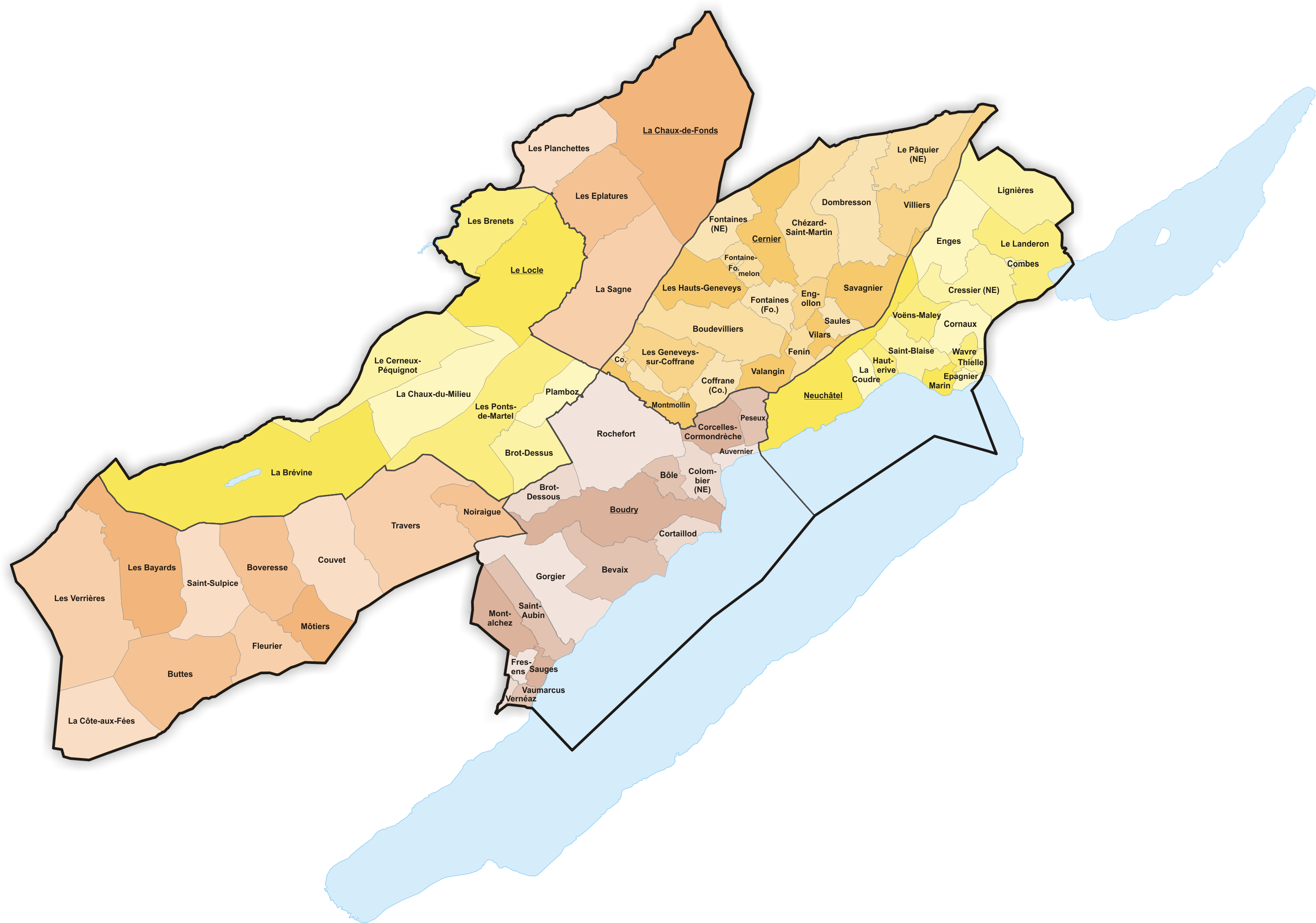
Gemeinden bis 1874
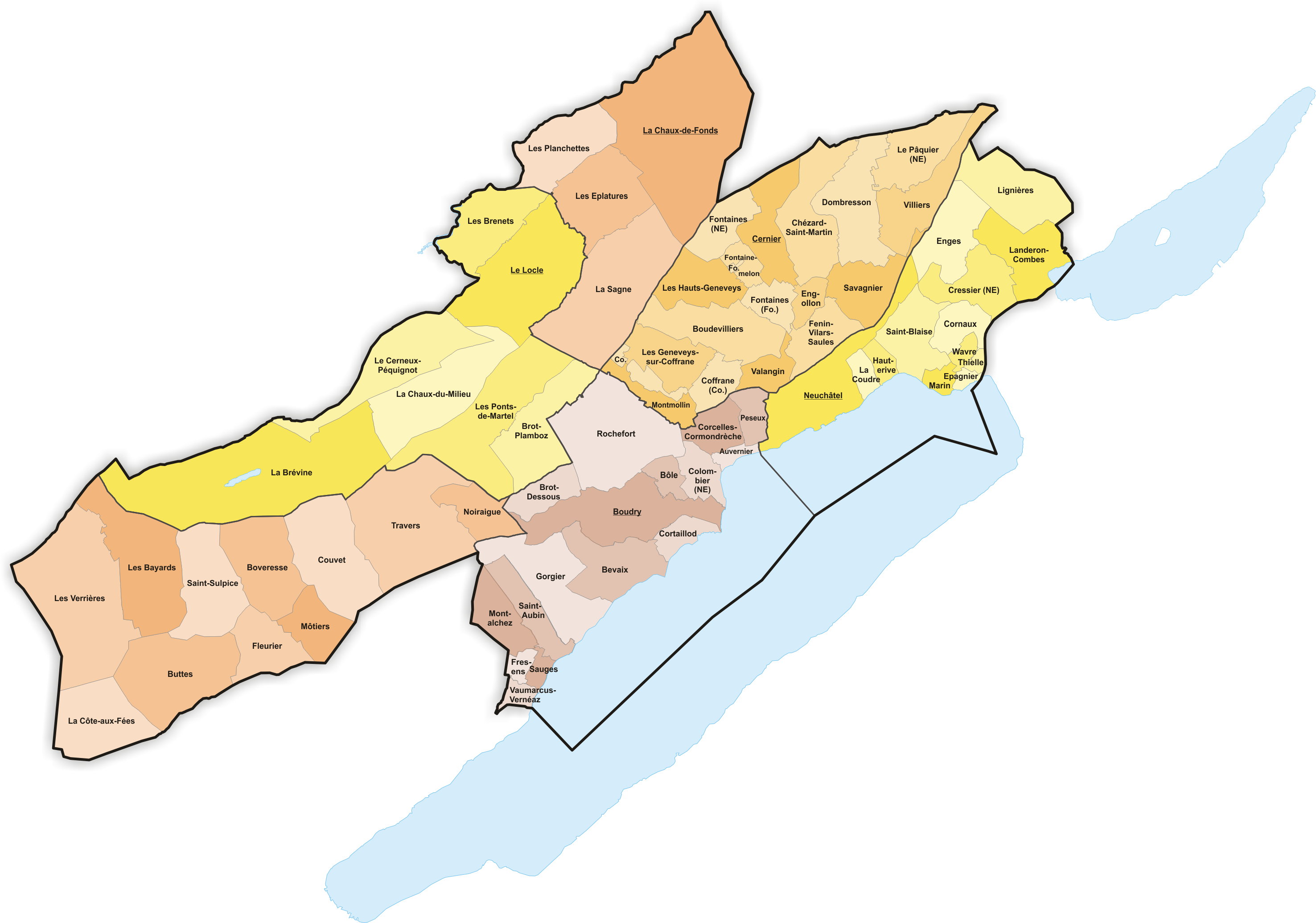
Gemeinden bis 1887
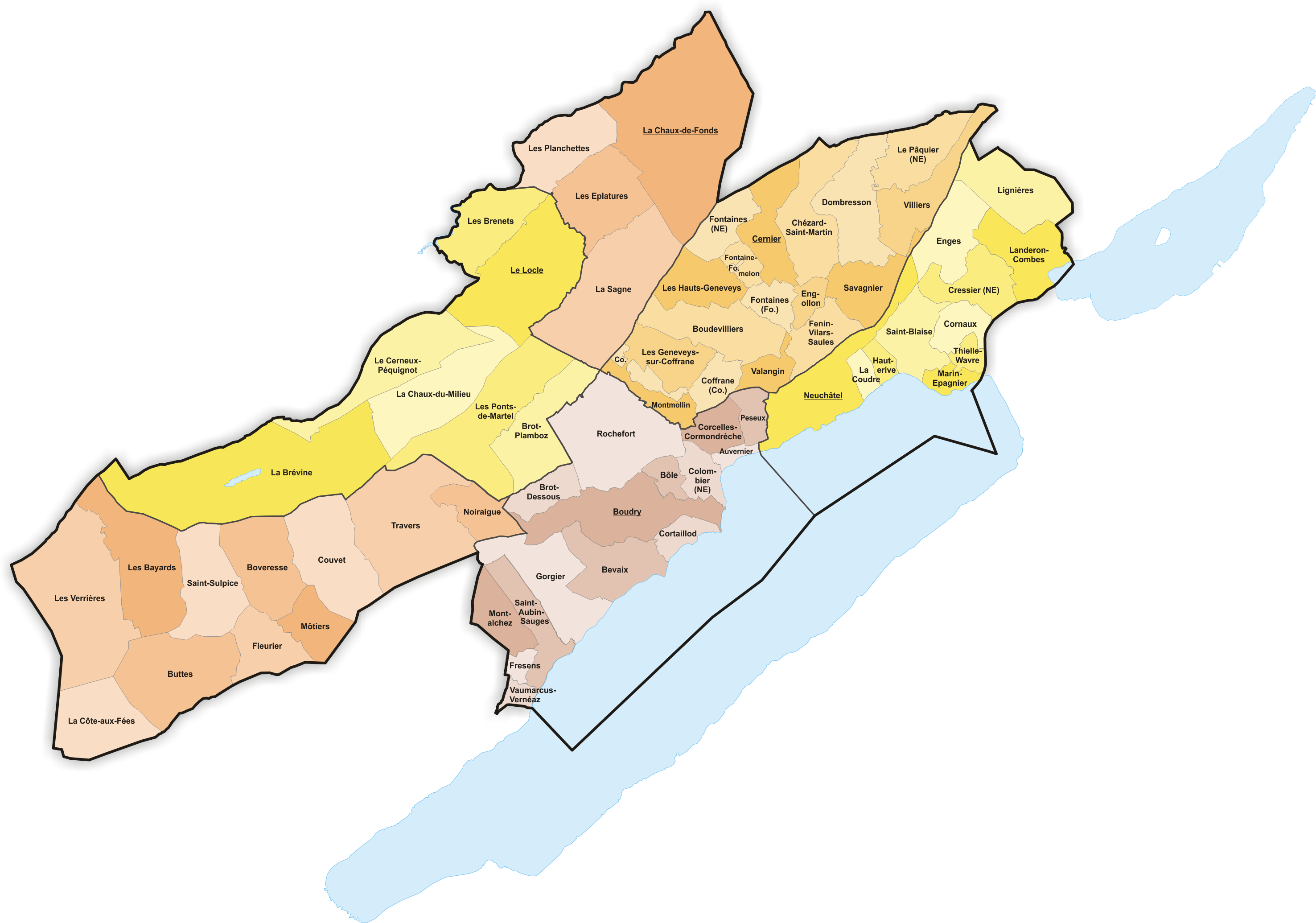
Gemeinden bis 1921
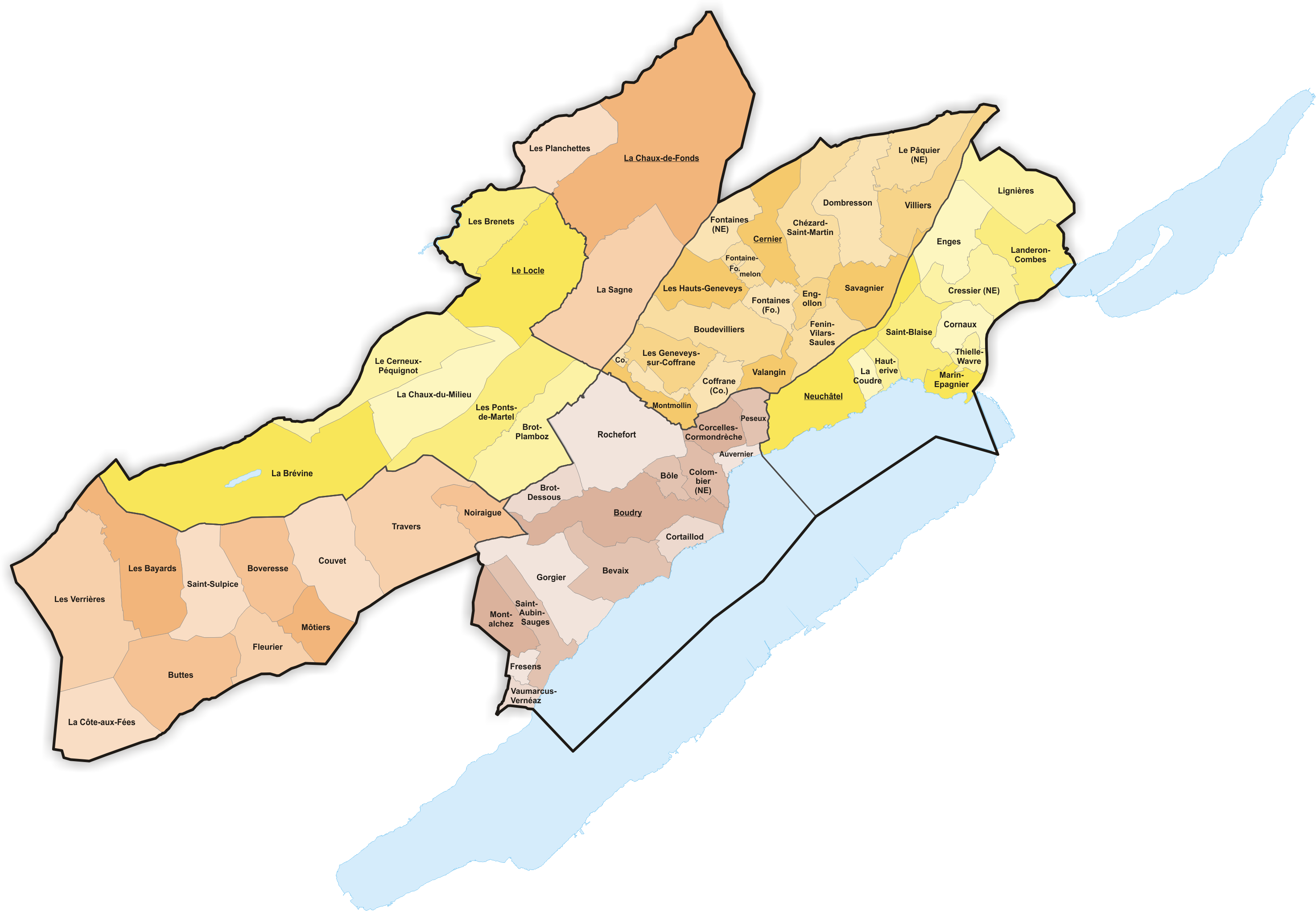
Gemeinden bis 1929
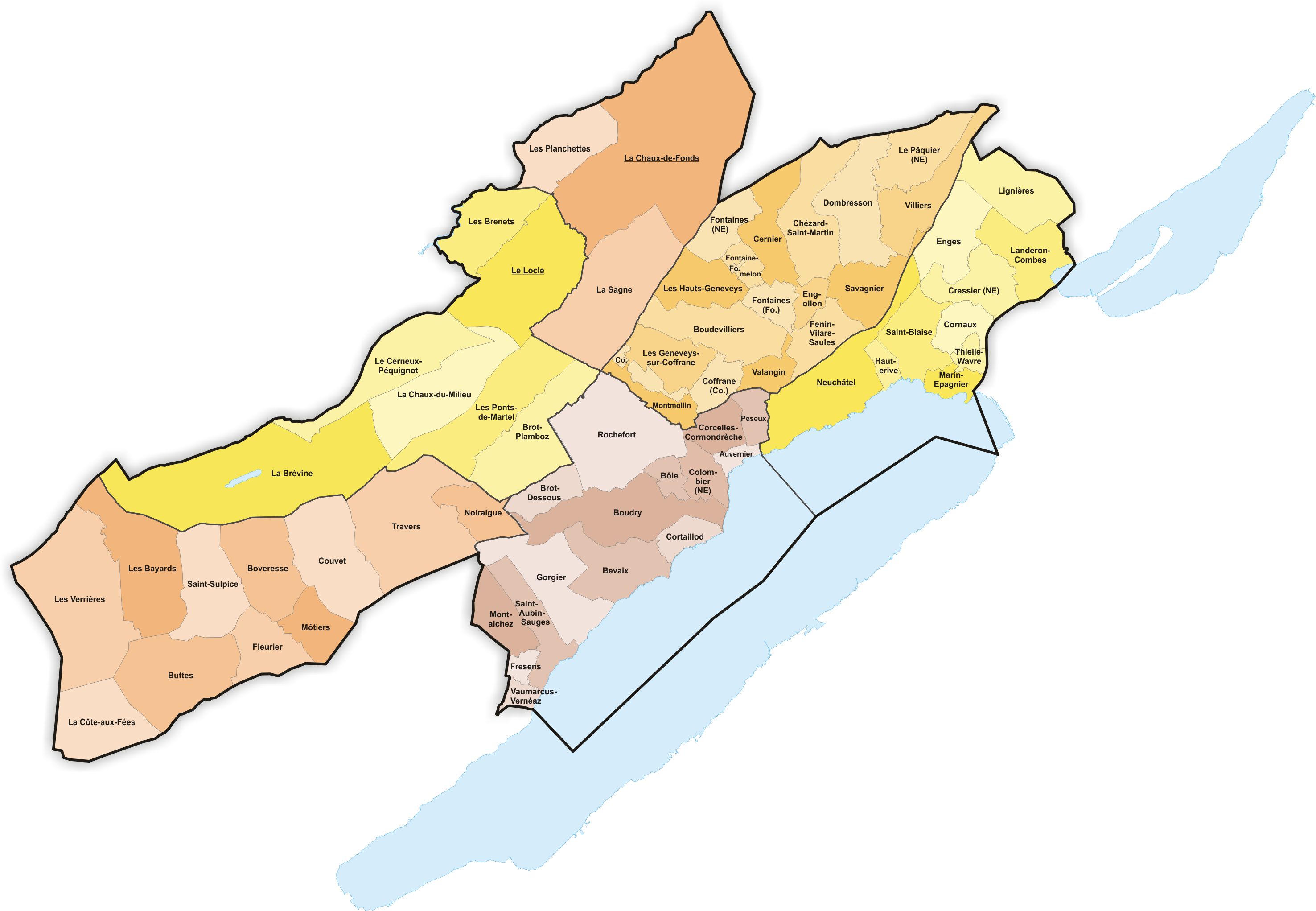
Gemeinden bis 1965
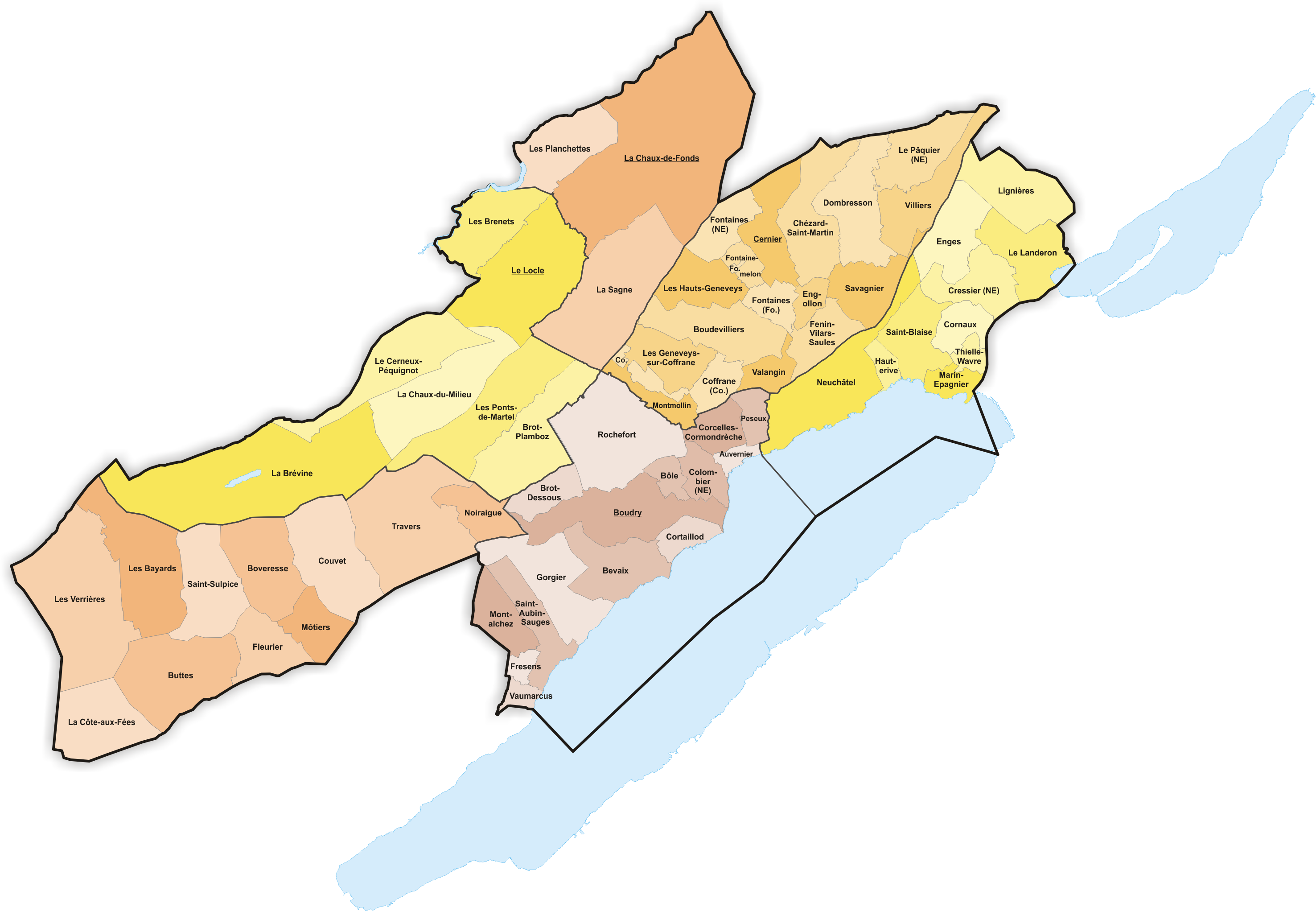
Gemeinden bis 2000
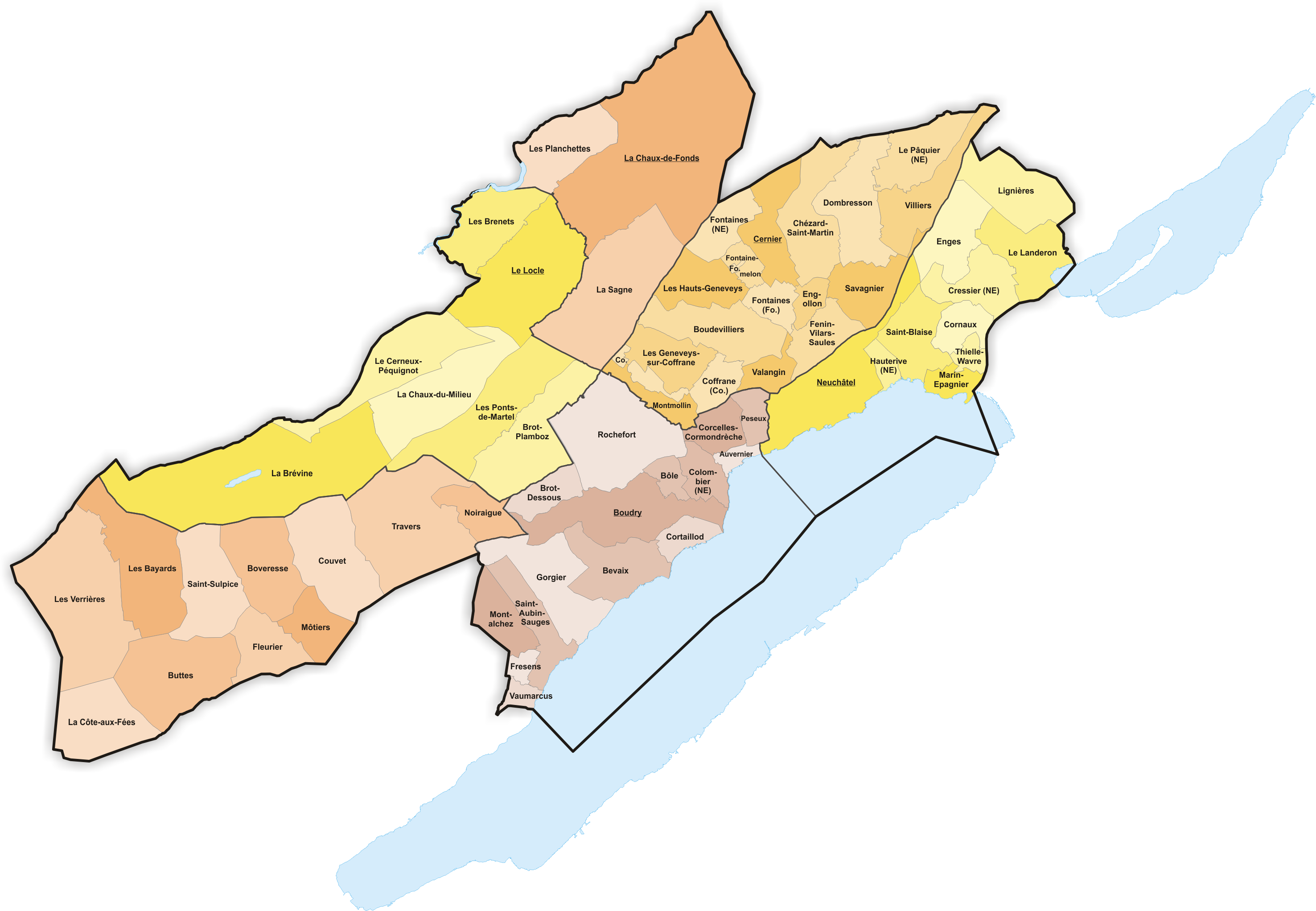
Gemeinden bis 2008
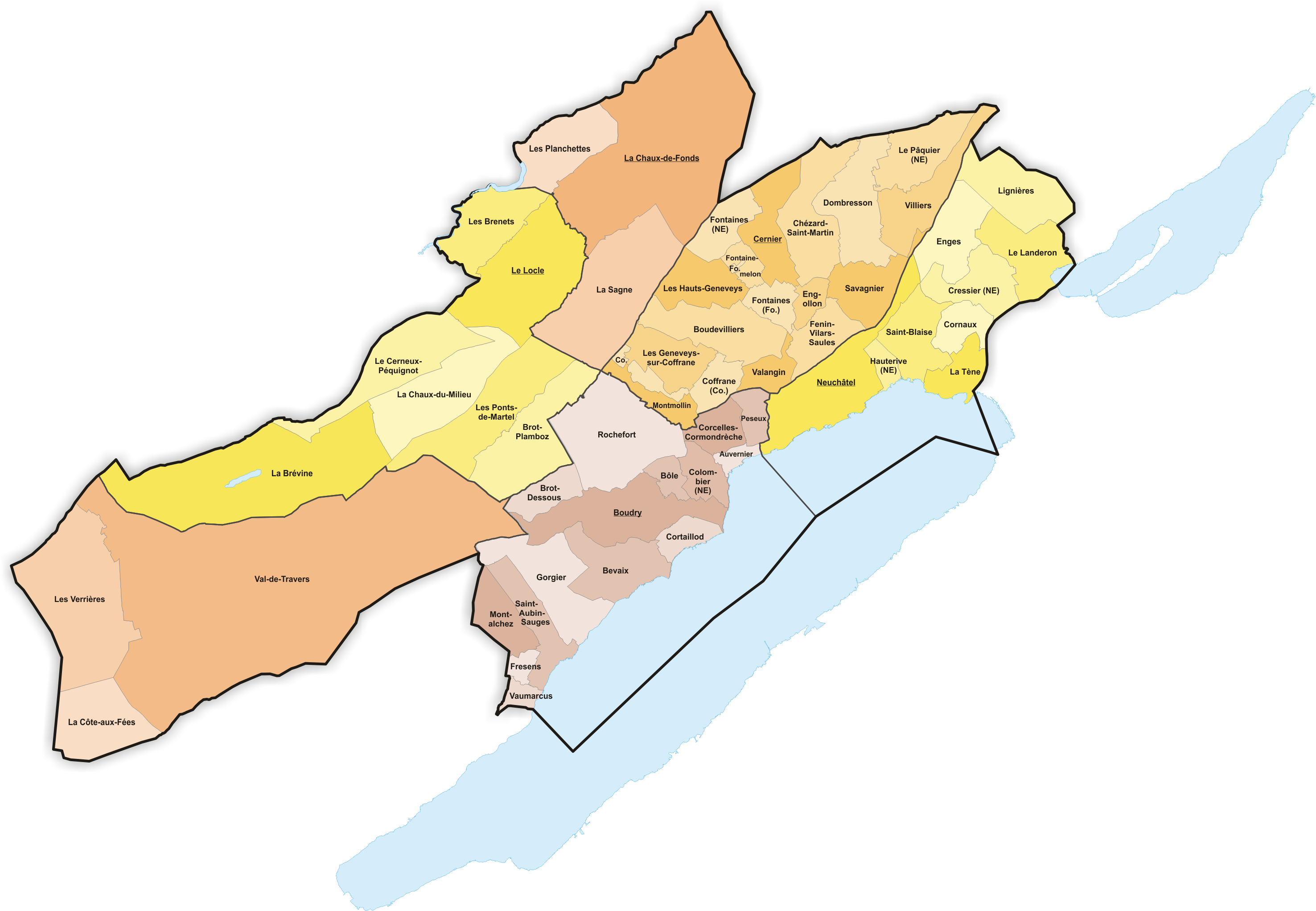
Gemeinden bis 2012
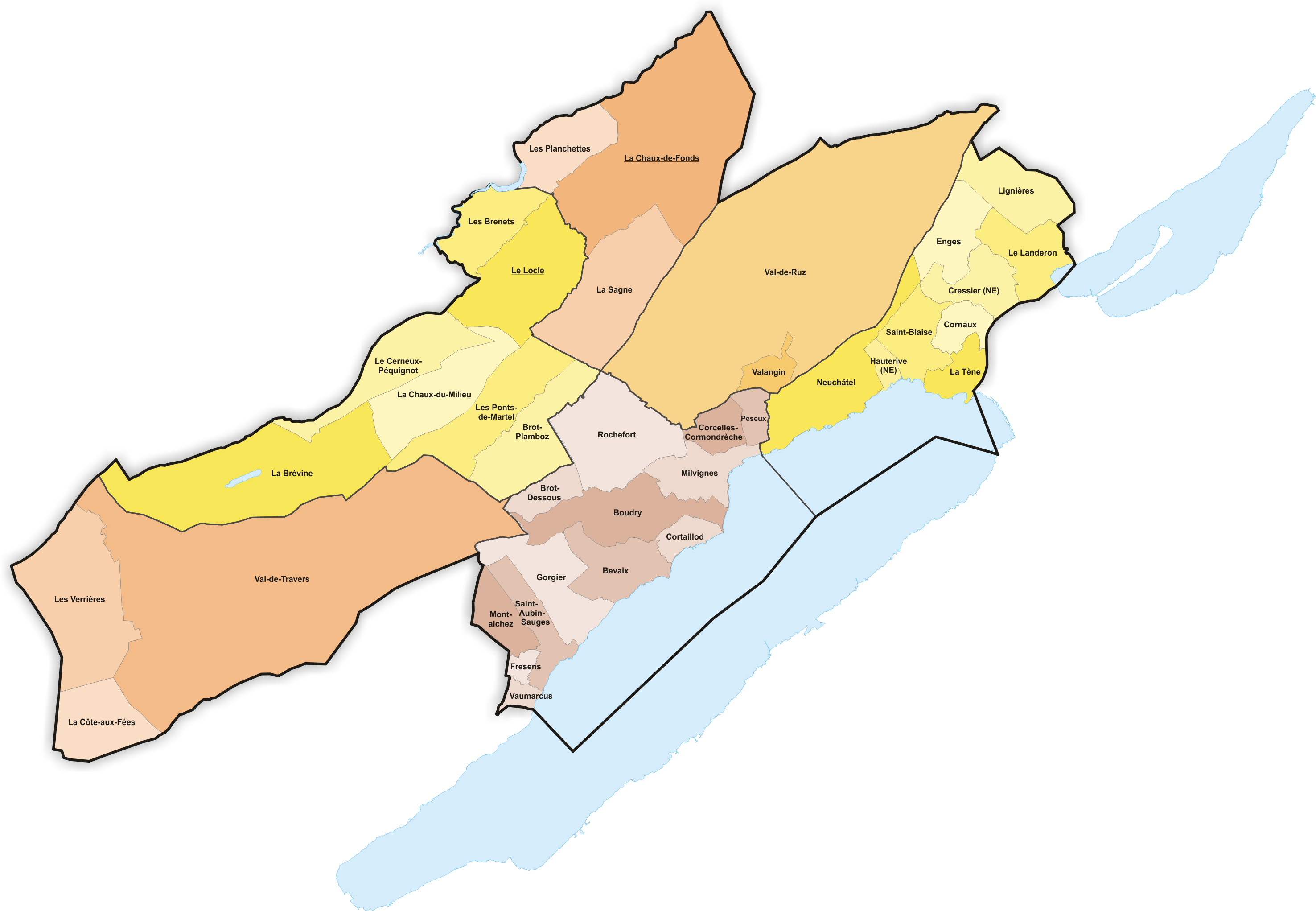
Gemeinden bis 2015
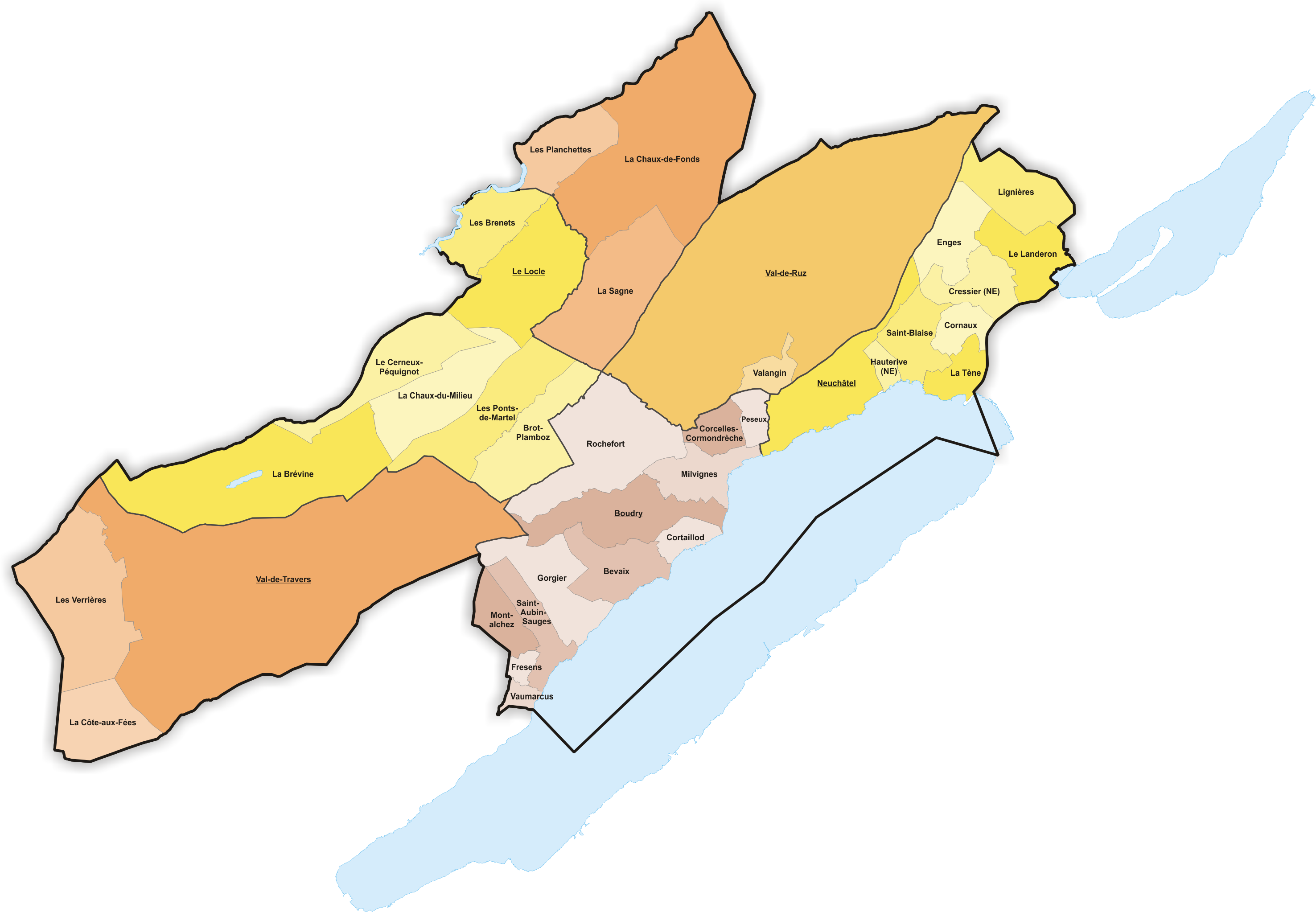
Gemeinden bis 2017
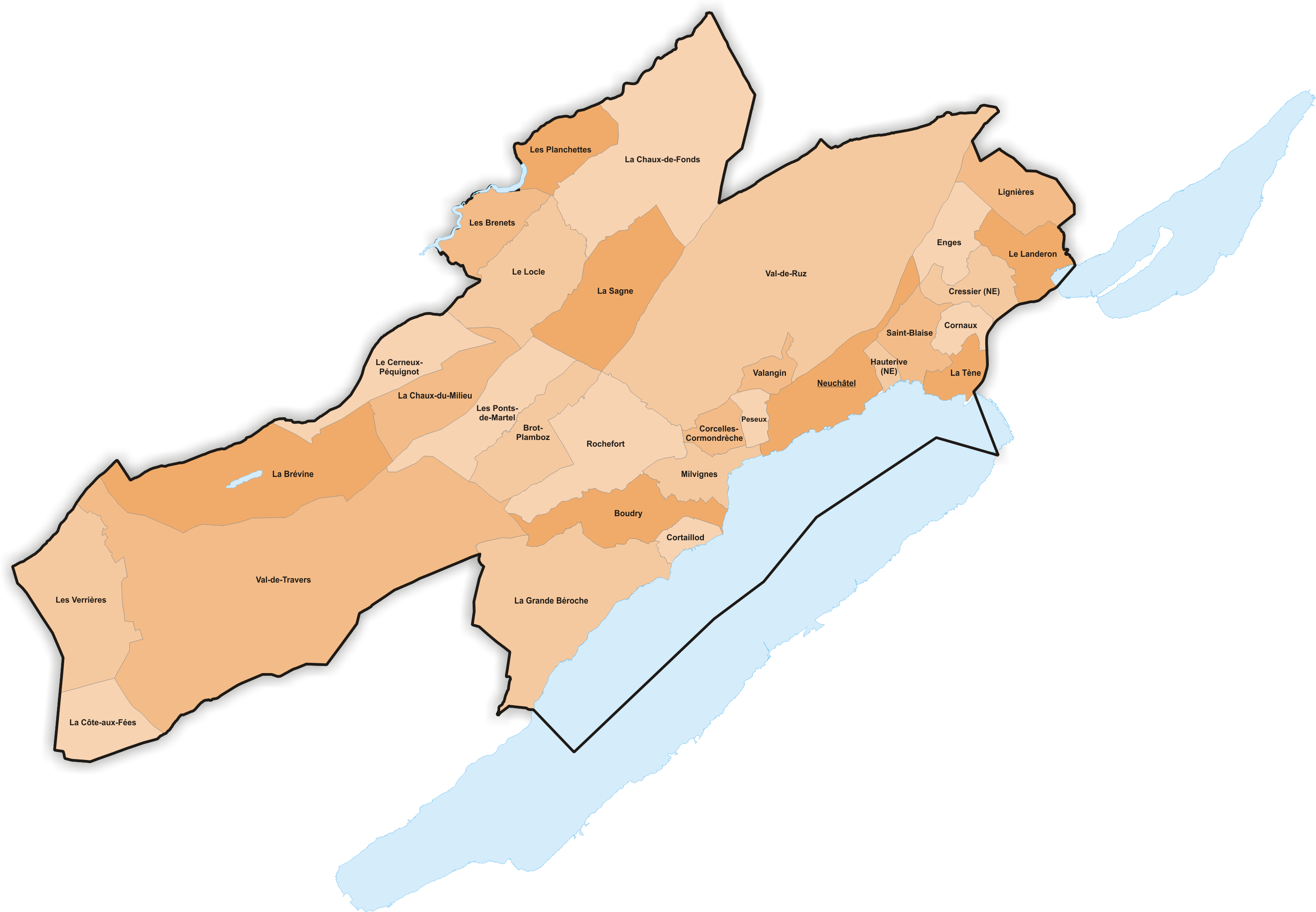
Gemeinden bis 2020
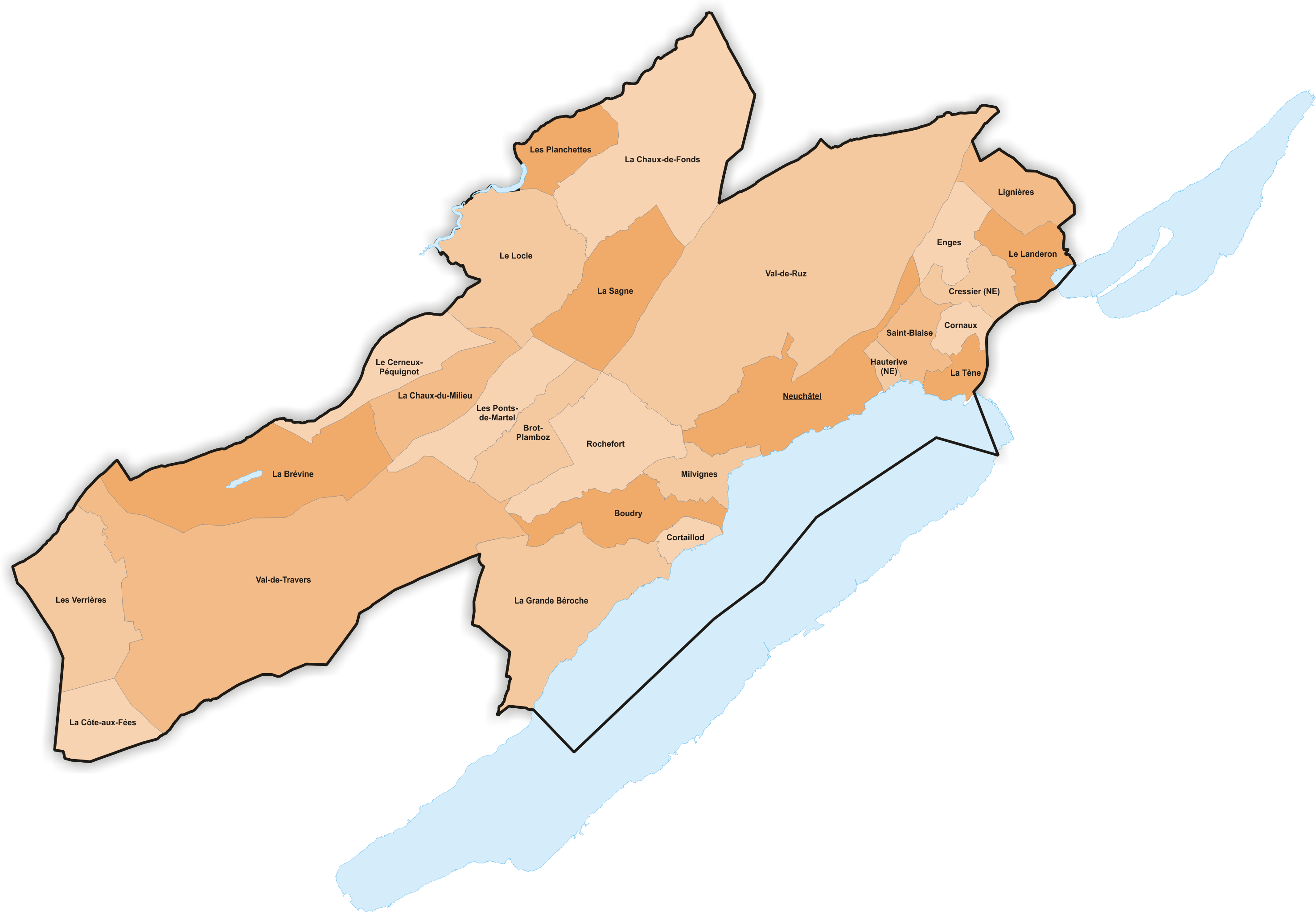
Gemeinden bis 2024

- 1851:
  - Le Locle →  Le Locle und Les Eplatures
- 1870:
  - Areuse und Boudry → Boudry
- 1875:
  - Brot-Dessus und Plamboz → Brot-Plamboz
  - Combes und Le Landeron → Landeron-Combes
  - Fenin, Saules und Vilars → Fenin-Vilars-Saules
  - Vaumarcus und Vernéaz → Vaumarcus-Vernéaz
  - Voëns-Maley und Saint-Blaise → Saint-Blaise
- 1888:
  - Epagnier und Marin → Marin-Epagnier
  - Thielle und Wavre → Thielle-Wavre
  - Saint-Aubin und Sauges → Saint-Aubin-Sauges
- 1900:
  - La Chaux-de-Fonds und Les Eplatures → La Chaux-de-Fonds
- 1930:
  - La Coudre und Neuenburg → Neuenburg
- 2009:
  - Marin-Epagnier und Thielle-Wavre → La Tène
  - Boveresse, Buttes, Couvet, Fleurier, Les Bayards, Môtiers, Noiraigue, Saint-Sulpice und Travers → Val-de-Travers
- 2013:
  - Auvernier, Bôle und Colombier → Milvignes
  - Boudevilliers, Cernier, Chézard-Saint-Martin, Coffrane, Dombresson, Engollon, Fenin-Vilars-Saules, Fontainemelon, Fontaines, Les Geneveys-sur-Coffrane, Les Hauts-Geneveys, Montmollin, Le Pâquier, Savagnier und Villiers → Val-de-Ruz
- 2016:
  - Brot-Dessous und Rochefort → Rochefort
- 2018:
  - Bevaix, Fresens, Gorgier, Montalchez, Saint-Aubin-Sauges und Vaumarcus → La Grande Béroche
- 2021:
  - Corcelles-Cormondrèche, Neuenburg, Peseux und Valangin → Neuenburg
  - Les Brenets und Le Locle → Le Locle
- 2025:
  - Enges, Hauterive, La Tène und Saint-Blaise → Laténa